# إليزابيث، دوقة لوكسمبورغ
إليزابيث من غورليتس (نوفمبر 1390 - 2 أغسطس 1451) كانت دوقة لوكسمبورغ الحاكمة منذ 1411 حتى 1443،هي ابنة جون دي غورليتس الوحيدة والذي يعتبر ابن كارل الرابع إمبراطور الروماني المقدس الثالث بحيث كان دوق لوساتيا وغورليتس وكذلك كان ناخب براندنبورغ لفترة وجيزة، ووالدتها هي ريتشاردس كاثرين ابنة ألبرت ملك السويد .
رهنت دوقية لوكسمبورغ إلى إليزابيث من قبل عمها الملك سيجيسموند المجري الذي أصبح فيما بعد ملك بوهيميا وإمبراطور الروماني المقدس بحيث لم يتمكن من تسديد القرض، بحيث ترك لإليزابيث السيطرة على الدوقية.
تزوجت إليزابيث أولا في بروكسل في 16 يوليو 1409 من أنتوني دوق برابانت، استطاع دافع عنها ضد ثلاثة انتفاضات من نبلاء لوكسمبورغ، واستمر الزواج حتى وفاته في 1415، كان لديهم طفلان:-
- فيلهلم (2 يونيو - 10 يوليو 1410، بروكسل).
- طفل (1413).

ثم تزوجت من يوهان الثالث دوق بافاريا إلا أنه توفي في عام 1425 ولم يكن لديهم أي أطفال، وبعد وفاته أصبحت إليزابيث مُثقلة بالديون.
في عام 1441 أبرمت معاهدة مع فيليب الثالث دوق برغونية بحيث سمح لها أن تتولى المهام لوكسمبورغ الإدارية، في حين يرثها فيليب بعد وفاتها، ووافق على ذلك ولكن مع هذا الاختيار شن فيليب هجوم ليلي على أراضيها بعد عامين من المعاهدة بينهما، وبذلك طُردت إليزابيث من لوكسمبورغ من قبل قوات فيليب، إلا أنه استطعت بمطالبة بها حتى وفاتها، ثم مُررت إدعياء إلى أحفاد الإمبراطور سيغيسموند، كانت إليزابيث أخر شخص من الفرع الأكبر من آل لوكسمبورغ.